# Parle-moi
"Parle-moi" é uma canção da cantora francesa Nâdiya, para o seu segundo álbum de estúdio 16/9. Foi escrita por Géraldine Delacoux, Thierry Gronfier e produzida pelo último, servindo como primeiro single do álbum, lançado fisicamente 2004 Foi a faixa mais vendida de Nâdiya na França até meio do ano de 2006, perdendo a posição para "Roc", que vendeu mais de 250,000 cópias.

## Formatos e lista de faixas
| Single promocional |                               |                                      |         |  |
| N.º                | Título                        | Compositor(es)                       | Duração |  |
| 1.                 | "Parle-moi" (Edição de rádio) | Géraldine Delacoux, Thierry Gronfier | 4:05    |  |

Todas as faixas escritas e compostas por Géraldine Delacoux, Thierry Gronfier. 
| CD single      |                               |                |         |  |
| N.º            | Título                        | Compositor(es) | Duração |  |
| 1.             | "Parle-moi" (Edição de rádio) |                | 4:05    |  |
| 2.             | "Signes" (Lado B)             |                | 3:36    |  |
| 3.             | "Parle-moi" (Instrumental)    |                | 3:52    |  |
| 4.             | "Parle-moi" (Vídeo)           |                | 4:06    |  |
| Duração total: | Duração total:                | Duração total: | 14:99   |  |

Todas as faixas escritas e compostas por Géraldine Delacoux, Thierry Gronfier. 
| 7" maxi single |                                |         |  |
| N.º            | Título                         | Duração |  |
| 1.             | "Parle-moi" (Lado A - tek mix) |         |  |
| 2.             | "Signes" (Lado B)              |         |  |
| 3.             | "Parle-moi" (Versão do álbum)  | 3:36    |  |
| 4.             | "Parle-moi" (Instrumental)     | 4:04    |  |

## Recepção da crítica
A canção foi recebida com várias reacções positivas. A loja musical Fnac denominou a música "diabolicamente cativante".

## Desempenho nas tabelas musicais
A canção entrou na tabela musical francesa a 21 de Março de 2004, uma semana antes do seu lançamento físico, na 79ª posição. Na semana seguinte, a faixa fez uma subida histórica para #2, subindo setenta e sete posições. Ficou na tabela durante 24 semanas, sendo que nove delas foram dentro do top 10. Foi certificada como disco de prata pela Syndicat National de l'Édition Phonographique (SNEP), por vender mais de 100,000 cópias. Nas tabelas fim-de-ano, a faixa ficou na vigésima segunda posição em 2004.
Na Suíça, "Parle-moi" foi o single mais vendido e o que teve melhor performance. Estreou na décima oitava posição (18ª), atingindo a décima primeira posição (11ª) como a melhor na sua quinta semana, perfazendo 17 semanas no top 50.

### Posições
| Tabelas musicais (2004-2005)                          | Melhor posição |
| ----------------------------------------------------- | -------------- |
| Bélgica - Belgian (Flemish) ultratip (Bubbling under) | 8              |
| Bélgica - Belgian Singles Chart (Valónia)             | 2              |
| França - French SNEP Singles Chart                    | 2              |
| Suíça Swiss Singles Chart                             | 11             |

| Tabelas fim-de-ano (2004)                 | Posição |
| ----------------------------------------- | ------- |
| Bélgica - Belgian Singles Chart (Valónia) | 7       |
| França French Airplay Chart               | 69      |
| França - French Club Chart                | 39      |
| França French Singles Chart               | 22      |
| França - French TV Videos Chart           | 33      |
| Suíça - Swiss Singles Chart               | 54      |

| País    | Certificação | Data                | Vendas  |
| ------- | ------------ | ------------------- | ------- |
| Bélgica | Ouro         | 24 de Julho de 2004 | 20,000  |
| França  | Prata        | 6 de Maio de 2004   | 125,000 |